# 馬場美恵子
馬場 美恵子（ばば みえこ、1976年11月30日 - ）は、中京圏を拠点に活動するローカルタレント、元テレビ愛知の契約アナウンサー。ソシオ名古屋オフィスおよびウィル所属。愛知県出身。名古屋経済大学法学部企業法学科卒業。身長154cm。血液型B型。

## 来歴
大学卒業後、2003年9月までテレビ愛知の契約アナウンサーを務めた。同年1月末にテレビ愛知を退社した小山真理に替わってアナウンス部に配属されたが、正式な契約開始時期は不明。また、当時の所属事務所も不明である。
契約の終了後、2003年10月にタレントオフィスともだち名古屋オフィスへ移籍。2009年3月まで同社に所属しながら在名他局の番組やケーブルテレビ会社の番組などに出演していたが、後にソシオとウィルへ移籍した。移籍後はナレーターとイベントでの司会業をメインに活動しているようで、2009年11月3日に名古屋城天守閣前で行われた名古屋おもてなし武将隊の結成式でも司会を務めていた。

## 出演

### テレビ番組
- ココ掘れ（テレビ愛知）
- ぴーかんテレビ 元気がいいね! （東海テレビ）
- すっぴんテレビ（東海テレビ）
- げっちゅ! （CBCテレビ）
- D-レンジ（CBCテレビ）
- すぱいすベーダー（CBCテレビ）
- みの・ひだ! （岐阜テレビ）
- イオン扶桑 ドッキドキ探検（CCNetチャンネル）
- いきいきマイタウン（ケーブルテレビ可児）
- 知っ得LIFE （チャンネルCTY）

### ラジオ番組
- 天野良春のラジオクルージング（東海ラジオ）
- レース速報（岐阜ラジオ）

### その他
- 大須探検隊（テレビ愛知公式サイト内オリジナルコンテンツ）